# 補體系統膜攻擊複合物

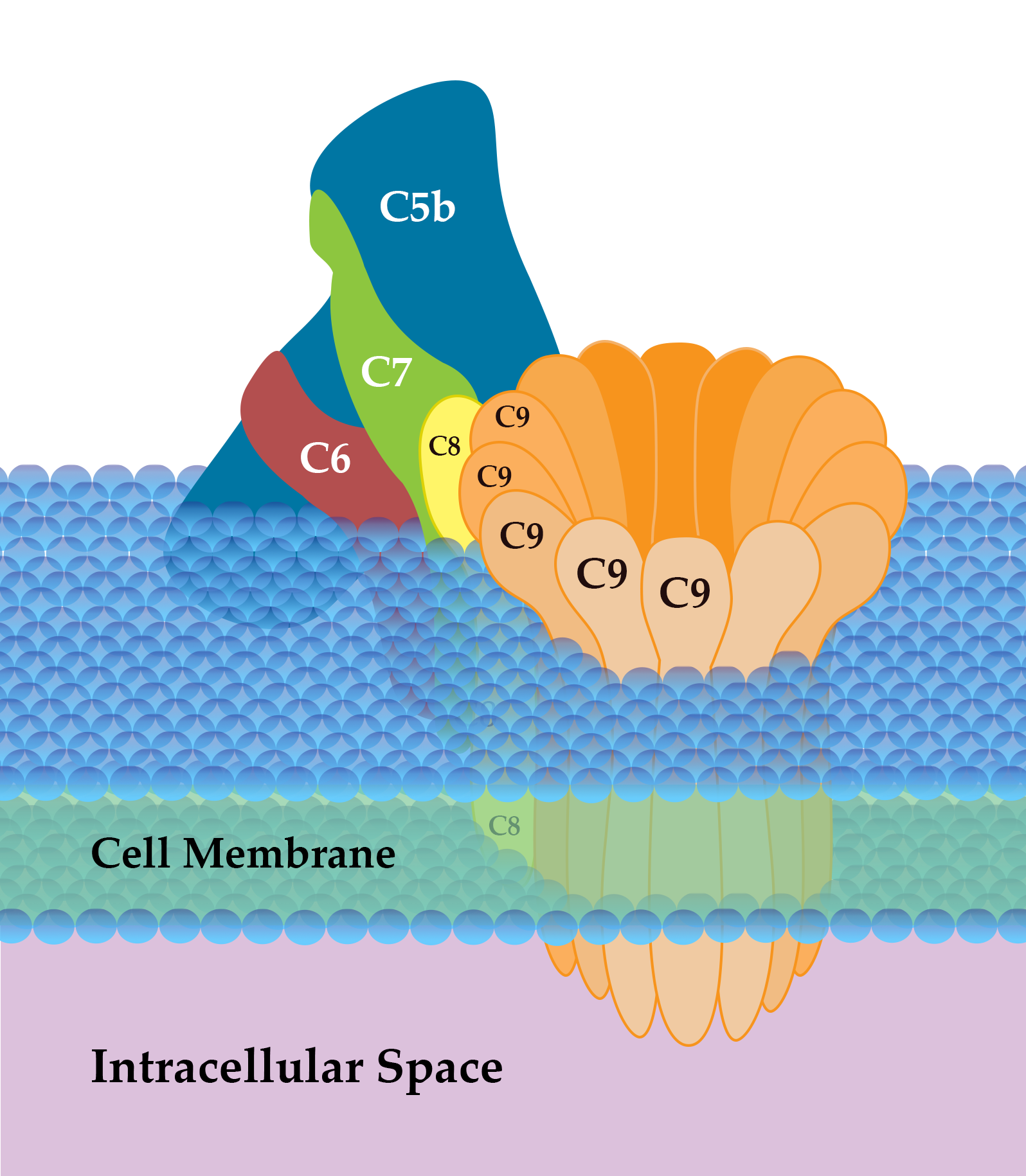
C5b到C9形成的膜攻擊複合物

膜攻擊複合物（MAC），是一種通常生成於致病細菌表面的結構。人體補體系統的替代補體途徑、經典補體途徑、凝集素途徑均可產生這種複合物。該複合物是免疫系統的效應蛋白之一，它可以在靶細胞的細胞膜上形成能破壞後者雙層磷脂質的穿膜通路，從而使得靶細胞裂解死亡。
有多種蛋白質參與膜攻擊複合物的組裝。具有高活性的C5b會與C6連接形成C5b-6複合體，隨後，C5b還會與C7連接形成C5b-6-7複合體。C5b-6-7複合物又會與由α、β、γ三條鍊構成的C8結合，形成C5b-6-7-8配合體。後者又會與C9結合，並作為C9聚合的催化劑。
具有活性的膜攻擊複合物的亞基組成為C5b-C6-C7-C8-C9{n}。

## 結構和功能

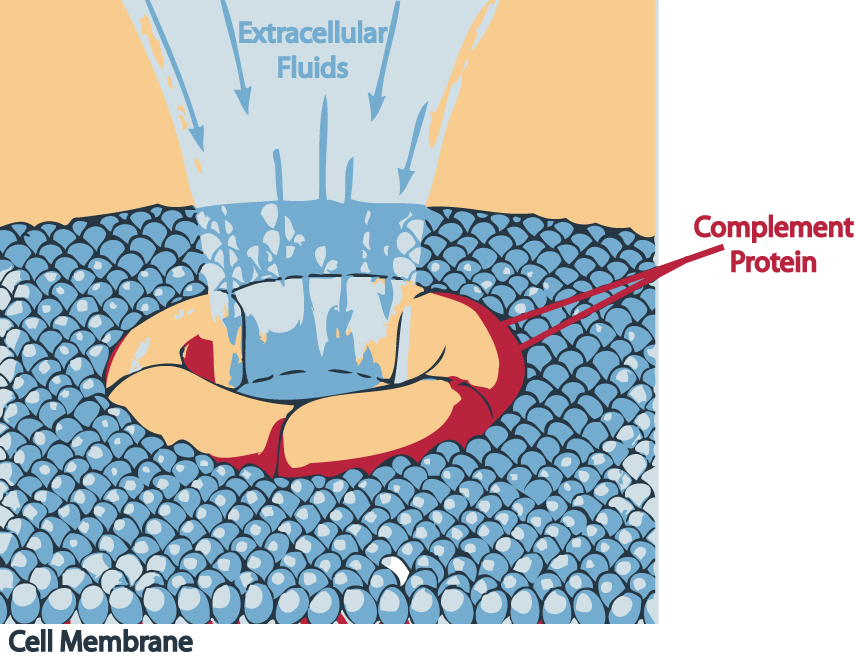
膜攻擊複合物形成的孔洞会使细胞外液涌入

膜攻擊複合物由四種補體蛋白（C5b、C6、C7和C8）組成，在黏附上細胞膜時，它會同時和許多的C9結合，並與後者一起黏附到靶細胞的細胞膜上，並在其上生成一個環。C6-C9蛋白都含有相同的膜攻擊複合物/穿孔素超家族结构域（Membrane Attack Complex/Perforin superfamily，MACPF结构域）。這一结构域與革蘭氏陽性菌分泌的胆固醇依赖性溶細胞素（Cholesterol-dependent Cytolysin，CDC）具有同源性。
上述由C9生成的環可以認為是膜上的一個可以允許分子自由出入的孔洞。如果有足夠多的這種孔洞生成的話，那麼靶細胞就難以再存活。

## 起始：C5-C7
膜攻擊複合物形成的第一步是C5轉化酶將補體成分5（C5）裂解為C5a和C5b的過程。隨後，另一種補體蛋白補體成分6會與C5b結合，形成C5b-C6複合體。後者隨後又會與補體成分7（C7）綁定。上述過程可改變蛋白質的結構，並讓C7暴露出一個疏水的位點從而使其可以與靶細胞的磷脂雙分子層結合。

## 聚合：C8-C9

膜攻擊複合物的形成

C8和補體成分9也會在與膜攻擊複合物連接時暴露出能夠插入靶細胞脂雙層的疏水位點。其中，C8是由C8-β和C8α-γ兩種蛋白質構成的。
C8α-γ上的疏水區域使得它可以插入脂雙層中，另外，它還起到誘導10-16個C9分子聚合參與生成膜攻擊複合物的作用。
膜攻擊複合物形成的孔洞有使其與脂雙層結合的疏水性外層和一個能允許水通過的親水性內層。

## 抑制
CD59存在於人體細胞中，對該複合物有抑制作用，使得人類細胞不會受到膜攻擊複合物的攻擊。
其中有一種罕見疾病，陣發性睡眠性血紅蛋白尿，紅血球因為缺乏CD59，因而會遭到膜攻擊複合物的攻擊而裂解。

## 外部連結
- 醫學主題詞表（MeSH）：Complement+Membrane+Attack+Complex
- https://web.archive.org/web/20080514050535/http://www.lib.mcg.edu/edu/esimmuno/ch2/lysis.htm